# Seznam litevských řek, R–Ž
Toto je abecední seznam litevských řek a jiných vodních toků, část R–Ž. Existuje také část A–J a část K–P. Seznam není úplný a chybí v něm některé dílčí údaje.

(V závorce je uvedeno,  do které řeky nebo jezera nebo moře se řeka či vodní tok vlévá.)

## R
- Rabata (Lėvuo)
- Račintakis (Mituva (Němen))
- Radziulė (Neris)
- Raganė (Obelė (Kruoja))
- Ragažėlė (Salotė)
- Ragupis (Mūša)
- Ragupys (Trišiūkštė)
- Raguva (Šušvė)
- Raistas (Švitinys)
- Raistelis (Meškerdys)
- Raišupelis (Valčiuva)

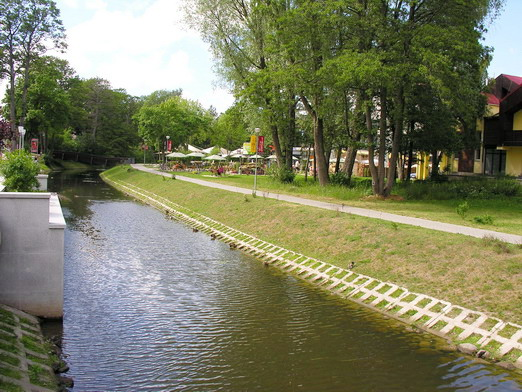
Řeka Rąžė v Palanze

- Raišupis (jezero Rimietis v povodí Kirsny)
- Raišuva neboli Raišiula (Neris)
- Raizgis (Pelyša (Viešinta))
- Rakštis (Šilupė)
- Rakštupis (Šiekštė)
- Raktupis viz Ravupis
- Ramočia (Gansė)
- Ramojėlė (Ramojus)
- Ramojus (Mūša)
- Ramonas (Kertenys)
- Ramunis (Lėvuo)
- Ramytė (Daugyvenė)
- Rangovė (Balina)
- Raseika (Reizgupis)
- Rastaunykas viz Dopultis
- Rastupis (jezero Obelių ežeras v povodí řeky Akmenė (Kriauna))
- Rašė (Vyžuona (Šventoji))
- Rašelė (jezero Baltieji Lakajai v povodí řeky Lakaja a Žeimena)
- Rata (Kirkšnovė)
- Ratlankstis (Linkava)
- Ratnyčėlė (Ratnyčia)
- Ratnyčia (Němen)
- Raubeda (Skliaustis)
- Rauda (Lukšta-Ilūkste)
- Rauda (Ventos perkasas)
- Rauda (Žižma I)
- Raudangtė viz Duobupis, přítok Merkysu
- Raudesa (Rašė)
- Raudis (jezero Paršežeris v povodí řeky Sietuvos)
- Raudonas (spojka T - 2 a Tolupė)
- Raudonė (Němen)
- Raudonėlė (Merkys)
- Raudonka (Nočia)
- Raudonmeižis (Šešuvis)
- Raudonupelis (Dubysa (Daugyvenė))
- Raudonupis (Akmena)
- Raudonupis (Burkštinas)
- Raudonupis neboli Raudupis (Pala (Minija))
- Raudonupis (jezero Vajuonis v povodí řek Vajuonėlė a Kretuona)
- Raudonupis viz Rūdupis (Jiesia)
- Raudupis (Agluona (Agluona))
- Raudupis (Luoba (Bartuva))
- Raudupis (Šona)
- Raudupis viz Raudonupis (Pala)
- Raudys (Akmena (Jūra))
- Raudys (Upyna (Virvytė))
- Raudžio upelis (Jaujupis (Šešuvis))
- Raukėta (Dysna)
- Rausvė (Šešupė)
- Rausvė (Širvinta (Šešupė))
- Raušvė - původní název řeky Tumannaja (přítok Širvinty), přejmenované po anexi
- Ravas (Saria)
- Ravupis (Laukupė (Nemunėlis))
- Razliv - (původní název Karklė) (rameno delty Němenu)
- Rąžė (Baltské moře)
- Rąžuolė (Šatrija)
- Ražupė (Raudonė (Němen))
- Redimistis (Němen)
- Reisbalė (Kruoja)
- Reišė (Neris)
- Reizgupis (Šlyna)
- Reketija (Šelmenta)
- Rekstinas (Juosta)
- Rekstys (Jūra)
- Remaulė (Ašva (Veiviržas))
- Rešketa (Virvytė)
- Revas (Němen)
- Revuona (Němen)
- Ričanka (jezero Drysvjaty)
- Riešė (Geležė)
- Riešė (Neris)
- Rietaviškė (jezero Dumblinis v povodí řek Salotė (Neviedis), Neviedė a Baltoji Ančia)
- Rievupis (Ašva (Vadakstis))
- Rikinė (Baltské moře)
- Rimšiškė neboli Šlapakšna(Kumprė)
- Rimšupys (Dotnuvėlė)
- Rimuošė (Kruoja)
- Rina (jezero Zapsys v povodí Zapsė)
- Rindauga (Nemunėlis)
- Rindė (Jūra)
- Rindos šaka (delta Němenu)
- Ringa (Šumera)
- Ringalis (Tenenys)
- Ringė (Ančia (Šešuvis))
- Ringė (Dysna (přítok Daugavy))
- Ringė (Ežeruona (Jūra))
- Ringė (Jūra)
- Ringė (Kerupys)
- Ringė (Kumulša)
- Ringė (Musė)
- Ringė (Nasėvela neboli Nasavėla)
- Ringė (Šešuvis)
- Ringė neboli Platvagė (Šunija)
- Ringė (Taurupis)
- Ringela viz Žvejonė (Ringelis)
- Ringelis (Danė)
- Ringia (Jūra)
- Ringis (Dūmė (Peršėkė))
- Ringis (Vaidminas)
- Ringovė (Giaušė)
- Ringovė (Němen)
- Ringožis neboli Vakoniškis (Daugyvenė)
- Ringožis (Einautas)
- Ringožis (Kūra)
- Ringožys (Kulpė)
- Ringupis (Lokysta (Jūra))
- Ringupis (Salantas)
- Ringuva (Švendrelis)
- Ringuva (Venta)
- Ringužė (Upytė (Mūša))
- Ringužis neboli Ringužys (Nevėžis)
- Ringys (Ančia - horní)
- Ringys (Ančia - dolní)
- Ringys (Dūkšta)
- Ringys (Ringupis (Salantas))
- Ringys (Šventoji (Neris))
- Ringys (Tenenys)
- Ringys (Virvytė)
- Ringys (Vyžuona (Šventoji))
- Robata (Lėvuo)
- Rodūnė (Gauja (Němen))
- Rogupis (Kiršinas)
- Rogupis (Nova (Šešupė))
- Rogupis (Penta)
- Rogupis (Bebirva)
- Rogupis (Mituva (Němen))
- Rokupis neboli Rokų upelis (Kisupė)
- Rokupis (Minija)
- Romatas (Lomena)
- Rosė (Němen)
- Roščinka (Vilnia)
- Rovėja (Apaščia (Nemunėlis))
- Rubežupis (Erla (přítok Bartuvy))
- Rubežupis (Žvelsa)
- Rudamina (Vokė)
- Rudė (Jiesia)
- Rudė (Peršėkė)
- Rudė (jezero Talkša (povodí řeky Kulpė))
- Rudė II (Peršėkė)
- Rudekšna (Obelis (Nevėžis))
- Rudelė (Šventelė-Dėmė)
- Rudelė I
- Rudės upelis (jezero Žuvintas v povodí Dovinė)
- Rudesa (jezero Baltieji Lakajai v povodí řeky Lakaja a Žeimena)
- Rudija (Uterna)
- Rūdija (Obeltis)
- Rudilis (Suosa (Lėvuo))
- Rudinė (Sidabra)
- Rudinė (jezero Stromis v povodí Stromelė a Šventoji (Neris))
- Rudupis (Bebirva)
- Rudupis (Pelyša (Šventoji))
- Rudupis (Šaltuona)
- Rūdupis (Ašva (Vadakstis))
- Rūdupis (Dabikinė (Venta))
- Rūdupis (Gervainys)
- Rūdupis (Jiesia)
- Rūdupis (Liekė (Němen))
- Rūdupis (Pilvė)
- Rūdupis (Rešketa)
- Rūdupis (Svėdubė)
- Rūdupis (Tamša)
- Rūdupis (Vaidotas)
- Rudupys (Bigulis)
- Rūdupys (Lėvuo)
- Rudynas (Němen)
- Rūdynas (Gynėvė)
- Rūdynėlis (Kriaušius)
- Rugtupis (Neris)
- Rukainė (Kena (Vilnia))
- Rukbalė (Pala (Mūša))
- Rukis (Sruoja)
- Ruklelė (Neris)
- Rulia (Zizdra)
- Ruliškio upelis (Pala (Mūša))
- Rūmė (jezero Paežeriai v povodí Upyna (Virvytė))
- Rūnė (Apšė)
- Rungys (Viksvė)
- Rupis (Amata (Lėvuo))
- Rupkalvė (Šyša)
- Rupšupis (Alantas)
- Rūra (jezero Zalvys)
- Rusnaitė (delta Němenu)
- Rusnė (rameno delty) (Němenu)
- Rūvalis (Varnelė)
- Rūvelys (Šekštys)
- Rūžė (Němen)
- Rūžo upelis (jezero Žilmas)
- Ryčanka viz Ričanka
- Rykija (Šešuvis)
- Ryna (Neris)
- Rytbala (Lašmuo)
- Rytinė (Neris)

## S
- Sablauskis (Dabikinė (Venta))

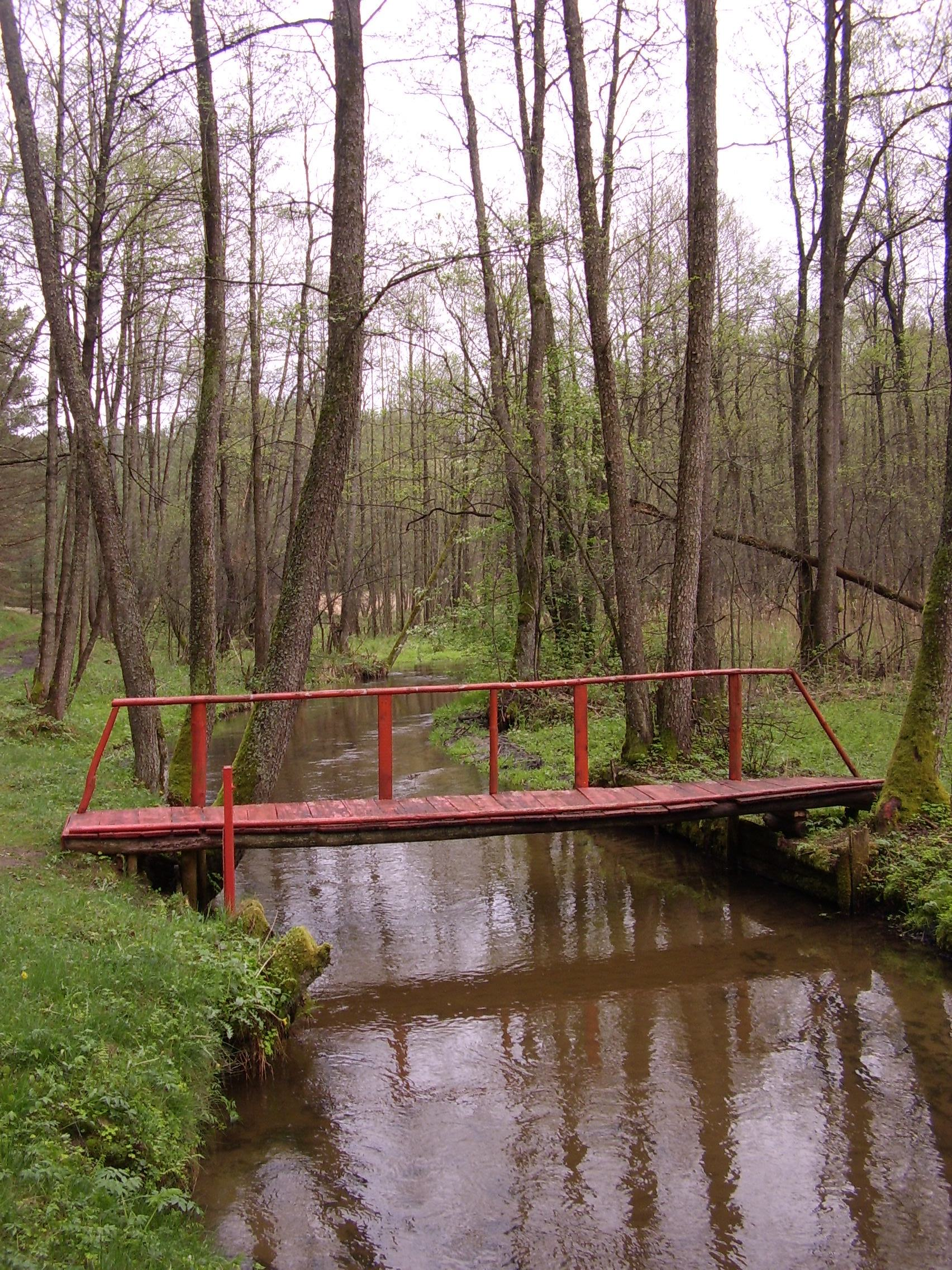
Skroblus u vsi Dubininkas

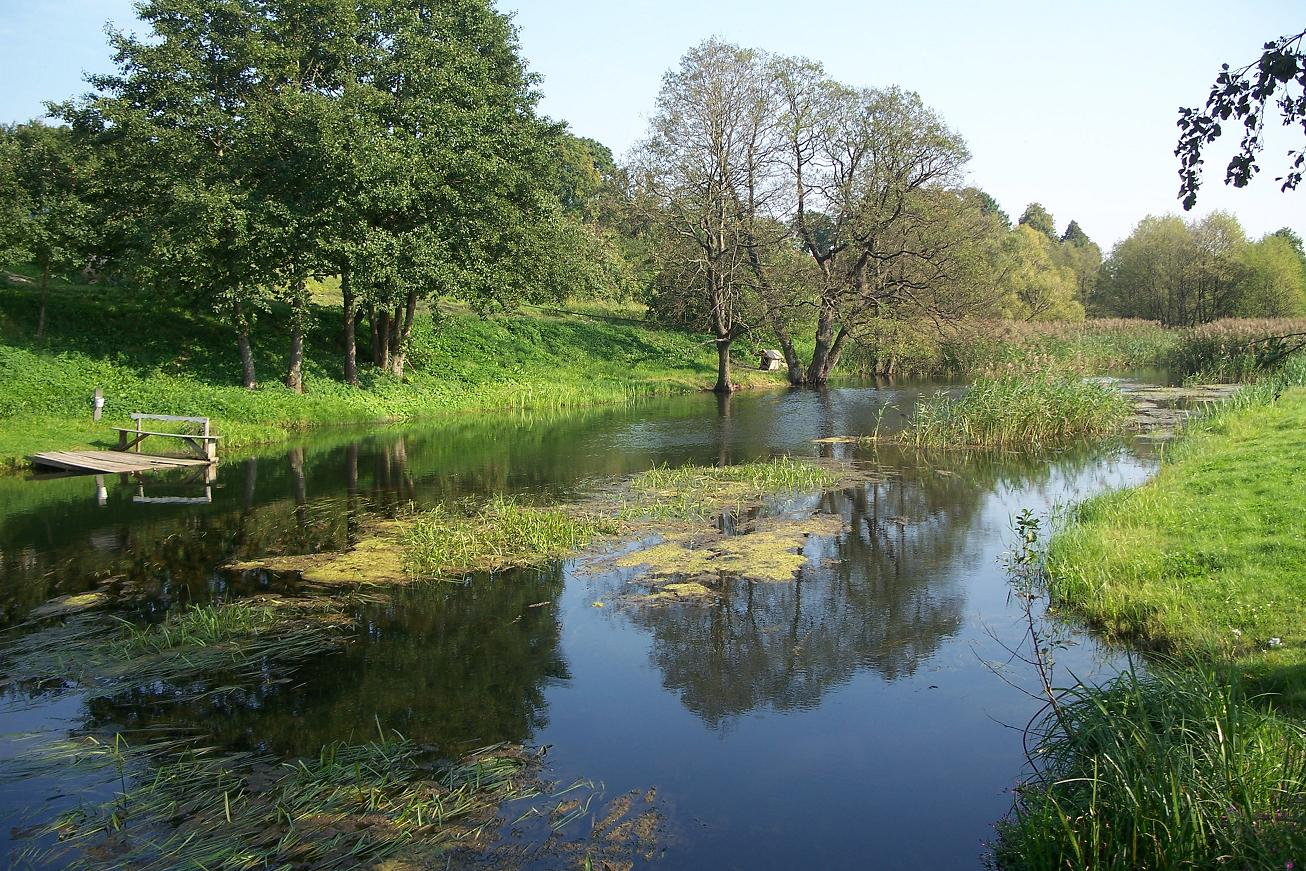
Strėva

- Sagavas (jezero Seirijis v povodí Seiry)
- Saidė viz Malevankos upelis
- Saisa (Sausdravas)
- Sakalupis (Aista)
- Sakalupis (Kurys)
- Sakalupis (Žadikė)
- Sakiena (Šventoji (Neris))
- Sakuona (Aluona (Nevėžis))
- Sakuonupis neboli Sakuona (Aluona (Nevėžis))
- Salantas (Minija)
- Saldupis (Venta levý)
- Saldupis (Venta pravý)
- Saldupis (Viešetė)
- Saldupis I (Platone)
- Saldupis I (Saldupis (Viešetė))
- Saldupis II  (Platone)
- Saldus (Dubysa)
- Saldutiškis viz Rakštupis (Šiekštė)
- Salos upelis (jezero Viešintas v povodí Viešinty)
- Salotė (jezero Neviedis v povodí řek Neviedė a Baltoji Ančia)
- Saltonka (Vilkė)
- Saltragys (Kirkšnovė)
- Salupis (Obelė (Kruoja))
- Salupis (jezero Plateliai v povodí řeky Babrungas)
- Salupis (Šešuvis)
- Salvis (Mūša)
- Samanupis (Siesartis (Šešupė))
- Samava (jezero Ūpartas v povodí řeky Šventoji (Neris))
- Samė (Verknė (Němen))
- Samė (jezero Vilkokšnis v povodí řeky Verknė (Němen))
- Sąnaša (Jiesia)
- Sandariškių upelis (Nemunėlis)
- Sandrava (Luknė (Dubysa))
- Santaika (Kilminė)
- Santaka (Mera-Kūna)
- Santaka neboli Uosupėlis (Uosupėlis neboli Santaka)
- Santakys (Veiviržas)
- Sanžilė (kanál, propojující Nevėžis a Lėvuo)
- Sargupis (Šaltuona)
- Saria (Žeimena)
- Sarkainis (Ymėžė)
- Sartalė (Rungys)
- Sartė (Kamona (Vilka))
- Sartė (Tolupis)
- Sartelis (Šešuvis)
- Sartikė (Tenenys)
- Sartis (Apšė)
- Sartupis (Juodupis (Plateliai))
- Sartupis (Maučiuvis)
- Sarva (Šušvė)
- Sasna (Šešupė)
- Sąsvila (Liedas)
- Saudogala (Mūša)
- Sauginių upelis (Nabutiškė)
- Sausdravas (Minija)
- Sausinė (Lėvuo)
- Sausinė neboli Sausinaitė (Nevėžis
- Sąvalka (Žeimena)
- Savelis (Kruoja)
- Savenė (Musė (Neris))
- Savyda (Barupė)
- Sėda (Liedas)
- Seina (viz Marycha)
- Seira (Baltoji Ančia)
- Sėliupis (Juosta)
- Sėmena (Němen)
- Sengynė (Gynia)
- Sengovija (Virvytė)
- Senkavė (Neris)
- Senkonė (jezero Dulgas v povodí Dulgelė a Seiry)

Senoji znamená Stará
- Senoji Didžgrabė neboli Senoji Aukspirta (Mažoji Aukspirta)
- Senoji Grūda (Grūda)
- Senoji Rusnė (Němen)
- Senoji Žeberė (Venta)
- Senupė (Kirsna)
- Senupelis (Veiviržas)
- Senupis (Gaigalas)
- Senutė viz Veižas
- Serbenta (Kalnupis II)
- Serbenta (Rovėja) (Rovėja)
- Serbentas viz Serbenta (Kalnupis II)
- Serbentė (Luponė)
- Serbentinė (Alsa (Mituva))
- Serbentinis (Švogina)
- Serbentupis (Kupa (Lėvuo))
- Serbentupis (Lūžupis)
- Serbentupis (Mituva (Němen))
- Serbentupis (Upelis)
- Sermas (Akmena (Jūra))
- Sertupis (Agluona (Vadakstis))
- Servač (Ňoman)
- Servač (Vilija)
- Sesava (Lielupe)
- Sėtikės upė (Žeimenėlė)
- Severnaja viz Skirvytė
- Sidabra (Platone)
- Siemanys (Širvinta (Šventoji))
- Siengrabis (Vinkšnupis)
- Sienyčia (Ūla (Merkys))
- Siesartis (Lėvuo)
- Siesartis (Šešupė)
- Siesartis (Šventoji (Neris))
- Siesrautas (Sanžilė)
- Siestuvas (Svalia)
- Sietuvėlis (Žąsinas)
- Sietuvos viz Virvytė
- Sikia (Šventoji (Neris))
- Simaniškė (Seira)
- Simnyčia viz (Dovinė) (jezero Simno ežeras)
- Sirgėla (Žeimena)
- Sirija (Mūša)
- Sirupis (Šilupis (Lyšupis))
- Sirvėta (jezero Kančioginas (povodí řeky Kančiogina (Erzvėtas)))
- Skaistė (Pyvesa (Mūša))
- Skaistis viz Žirnupis
- Skaistupis (Akmenė (Kriauna))
- Skaistupis (Svyla)
- Skaistupys (Pelyša (Šventoji))
- Skalbynupis (Juodkupis)
- Skalbupis (Obelė (Kruoja))
- Skalupis (Žadikė)
- Skalvys (Kruoja)
- Skambalinis (Ežeruona (Jūra))
- Skaptutis neboli Skaptukas (Dindžiakė)
- Skarbinė viz Kražantė
- Skardūnė (Šušvė)
- Skardupė (Agluona (Minija))
- Skardupis (Gulbė (Peršėkė))
- Skardupis (Įkojis)
- Skardupis (Mituva (Němen))
- Skardupis (Mituva (Němen))
- Skardupis (Mūša)
- Skardupis (Nopaitys)
- Skardupis (Nyka)
- Skardupis (Siesartis (Šešupė))
- Skardupis (Šešuvis)
- Skardupis (Švėkšnalė)
- Skardupis (Vilkija)
- Skardupis (Virčiuvis)
- Skardupis (Zanyla)
- Skardupis viz Suldupis
- Skardupis viz Vidupė
- Skardupys (Akmenė)
- Skardžiukas (Viešinta)
- Skardžius (Mituva (Němen))
- Skardžius (Mūša)
- Skardžius (Nemunėlis)
- Skardžius (Vyžuona)
- Skaryčia (Virvytė)
- Skarytė (Ceraukste)
- Skarlupis (Višakis)
- Skarnupis (Naga (Ašvinė))
- Skatulė (delta Němenu )
- Skaudinis (Kruostas (dolní))
- Skerdiksna (Žeimena)
- Skerdimas (Bigulis)
- Skerdupis (Jiesia)
- Skerdupis (Kruoja)
- Skernė (Alovė (Němen))
- Skersė (Strėva (řeka))
- Skerstupis (Šlapakšna)
- Skiaudupis (Milupė)
- Skiemuo (Upita (Veiviržas))
- Skinija (Minija)
- Skinupė viz Varmė
- Skirna (Kumpuotė)
- Skirpstauja (Němen)
- Skirtinas (Jaujupis (Šešuvis))
- Skirvytė (rameno delty Němenu)
- Skliaustis (Ančia (Šešuvis))
- Sklinda (Laukė (Aitra))
- Skodinys (Kupa (Lėvuo))
- Skriaudupis (Gynia)
- Skriaudupis (Němen)
- Skriaudupis (Šešupė)
- Skriaudupis (Šešupė)
- Skriaudupis (Tatulos šaka)
- Skriaudupys (Agluona (Širvėna))
- Skriaudžius (Tatula)
- Skribytė (Mūša)
- Skriodė (Němen)
- Skriogžlė (jezero Sravinaitis (povodí řeky Srovė (Almaja)))
- Skroblė (Jaugila)
- Skroblupis neboli Skroblis (Akmena)
- Skroblupis neboli Skroblys, Skroblis (Šventoji (Baltské moře))
- Skroblus (Merkys)
- Skrodupis (Akmena (Jūra)))
- Skurbynas (Jūra)
- Skutulas (Venta)
- Skystūnas (Dubysa)
- Slaja (Gamanta)
- Slajus (Putnupys)
- Smala (Lokys (Neris))
- Smalinė (Lankesa)
- Smalva (jezero Drūkšiai v povodí řek Prorva, Drūkša a Dysna (přítok Daugavy))
- Smardonė (Pyvesa (Mūša))
- Smardonė (Tatula)
- Smarkupis (Dabikinė (Venta))
- Smeltaitė (Smeltalė)
- Smeltalė neboli Smeltė (Kurský záliv Baltského moře) (Němen)
- Smeltė (Markija)
- Smertupalis (Momys)
- Smertupis (Gansė)
- Smilga neboli Smilgis (Nevėžis)
- Smilgaitis (Smilga (Nevėžis))
- Smilgupis (Nyka)
- Smilgupis (Nyka)
- Smiltinė (Dabikinė (Venta))
- Smirdėlė (Šuoja)
- Smirdupis (Ringė (Ežeruona))
- Smukužis (Tyrelis)
- Smulkė (jezero Mūšėjus v povodí řeky Anykšta)
- Snaigynas (jezero Trikojis v povodí toku V -1 a řek Stirta a Seira)
- Snaigupelė (Němen)
- Snietala (Mituva (Němen))
- Snietalaitė (Snietala)
- Snitėja (Meškerdys)
- Sniūtė (Indraja)
- Sobuva (Němen)
- Soidė viz Malevankos upelis
- Sojuznyj upelis (Šešupė)
- Sorbalis (Beržė (Šušvė))
- Soročia (Neris)
- Spadravis (Gumilta)
- Spalvė (rybník Bubių tvenkinys na řece Ringuva (Švendrelis))
- Spangupis (jezero Gauštvinis v povodí řeky Gryžuva)
- Spartas  (jezero Šlavantas v povodí toku Murgų upelis a řek Šlavantėlė a Baltoji Ančia)
- Sparvinupis (Nova (Šešupė))
- Spengla (Dubinga)
- Spengla (Merkys)
- Spengla (Strėva (řeka))
- Spėra (Musė)
- Spernia viz (Dovinė) (jezero Simno ežeras)
- Spiginas (Apšė)
- Spinis (Lūšis)
- Spudupis (Keklys)
- Sraigė (Apusinas (Šaltuona))
- Sraujelė (Mažoji Sruoja)
- Srautas (Dotnuvėlė)
- Srautas (Lankesa)
- Srautas (Mūkė)
- Srautas (Nemunėlis)
- Srautas (Šušvė)
- Srautas (Žarė)
- Srautelis (Srautas (Lankesa))
- Sriaučiukas (Amalė)
- Sriautas (Daugyvenė)
- Sriautelis (Daugyvenė)
- Srovė (Almaja)
- Srovė (jezero Asėkas v povodí spojky Asėka a Žeimeny)
- Sruoja (Varduva)
- Sruoja viz Didžioji Sruoja a Mažoji Sruoja (Minija)
- Stabė (Dotnuvėlė)
- Stalgupis (Lukna (Minija))
- Stangė (Němen)
- Starkupis (Pievys)
- Staškupis (Šešupė)
- Statupis (Urka)
- Stauzgėlė (Armona)
- Stebė viz Stabė (Dotnuvėlė)
- Stelingupis viz Telingupis (Paislė)
- Stelmužė (jezero Lukštas v povodí Lukšty a řeky Berezovka (Daugava))
- Stigrė (Ašva (Veiviržas))
- Stinčius (Agluona (Šešuvis))
- Stirnė (jezero Baltieji Lakajai v povodí Lakaji)
- Stirnelė (jezero Asveja v povodí Dubingy)
- Stirta (Seira)
- Storė (Lušinė)
- Storė (Šventoji (Neris))
- Strača (Neris)
- Strankščius (Němen)
- Strauja (Němen)
- Straviškis viz Vaisietė
- Strazdupis (Jotulė)
- Strebukas (Striūna)
- Strėva (Němen)
- Striaunė (Vyčius)
- Stridinis (Žemoji Gervė)
- Strirnelė (jezero Asveja v povodí Dubingy)
- Striūna (Nevėžis)
- Striūnpjaunis (Gausantė)
- Striupė (Švėmalis)
- Stromelė (Šventoji (Neris))
- Strumbagalvė (Kirsna)
- Strūzda (Verknė (Němen))
- Stujų upalis neboli Stugys (Lušinė)
- Stulpas (Viešetė)
- Stulpas (Venta)
- Stumbrinė (Kiaulyčia)
- Stunis (Įpiltis)
- Subedis (Markija)
- Sudervė (Neris)
- Sudramala (Nevėžis)
- Sudramata (Nevėžis)
- Sūduonia (Šešupė)
- Sūdupis viz Suldupis
- Sugeda (Žuvintė)
- Sukra (Neris)
- Sula (Němen)
- Suldupis neboli Sūdupis (Venta)
- Suleva (Obelis (Nevėžis))
- Sulevėlė (Beržė (Suleva))
- Sulinga (Alšia)
- Sumakas (Neris)
- Sunkinė (Šešuva (Neris))
- Suoja (Vastapa)
- Suoklankis (Viešėtinis)
- Suosa (Lėvuo)
- Suotakas (Vertimas)
- Supynė (jezero Gauštvinis v povodí řeky Gryžuva)
- Suraižos upelė (jezero Želva v povodí V - 3 a ? a Šventoji (Neris)))
- Sūrava (Kiaulyčia)
- Surgėdė (jezero Nedzingis)
- Surglodė (jezero Nedingis v povodí řeky Amarnia)
- Surkupys (Žvelesys)
- Surmia (Kamainė)
- Sūrupis (Kutuvis)
- Sūrupis (Svalia (Mituva))
- Sūrys (přehradní nádrž Elektrėnų tvenkinys v povodí řeky Strėva (řeka))
- Susėja viz Jižní Susēja
- Susienta (Šventoji (Neris))
- Suslikas (Rovėja)
- Suste neboli Sustupė (Vadakstis (Venta))
- Sutrė viz (Dovinė)(jezero Dusia)
- Suvirkštė (Ančia (Šešuvis))
- Svaigė (Tausalas)
- Svaitūtėlė (Šventoji (Neris))
- Svalė (Kulpė)
- Svalia (Lėvuo)
- Svalia (Mituva)
- Svališkis (Orija (Pyvesa))
- Svėdasa (Jara)
- Svėdubė (Verknė (Němen))
- Svėdupis (Pelyša (Šventoji))
- kanál Svencelės kanalas (Vilémův kanál (Klajpeda))
- Svetus (Varėnė)
- Svetyčia (jezero Dysnai)
- Svidra (Plasaupė)
- Svinė (Beržė (Šalčia))
- Sviralis (Luoba (Bartuva))
- Svirkalnio upelis (Němen)
- Svirkalnis-Svirkale (Yslykis-Īslīce)
- Svirkalnis-Melnupīte (Yslykis-Īslīce)
- Svirnupis (Nevėžis)
- Svirnupis viz Svirnupys
- Svirnių ravas (Ringė (Nasavėla))
- Svirnupis neboli Svirnupys (Nevėžis)
- Svirnupys (Lėvuo)
- Svyla (Birvėta)
- Svyruonėlė (Kena (Vilnia))
- Sydekliukas (Vaidys)Szelmentka
- Szelmentka viz Šelmenta

## Š
- Šačia (Merkys)
- Šaka (Ašva (Veiviržas))
- Šaka (Balčia (Ežeruona))
- Šaka (Daugyvenė)
- Šaka neboli Šakikė (Kražantė)
- Šaka (Šerkšnė)
- Šaka (Šlyna)
- Šaka (Vašuoka)
- Šaka I (Šerkšnė)
- Šakaitė (Lašmuo)

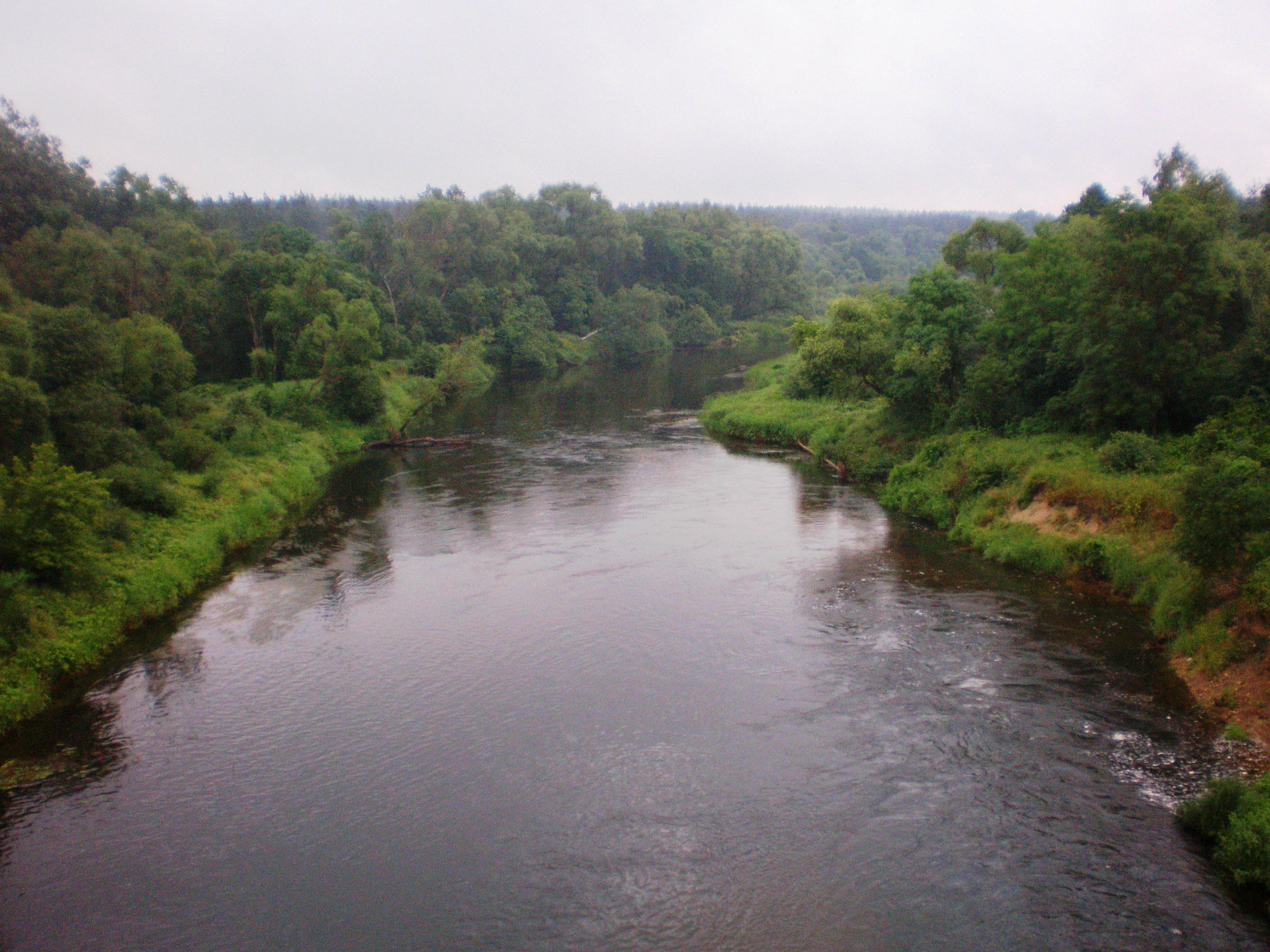
Řeka Šventoji (Neris)

- Šakalė (Erla) (Erla (přítok Bartuvy))
- Šakalė (Skroblupis) (Skroblupis (Akmena))
- Šakarnė (Juodupė (Tatula))
- Šakarnis (Mūša)
- Šakarvos upelis (jezero Žeimenys v povodí řeky Žeimena)
- Šakė (Malkosnė)
- Šakė (Striūna)
- Šakė viz Varupis
- Šakėlė (Svyla)
- Šakinė (Molaina)
- Šakos upelis (Aisė)
- Šakuma (Dubysa)
- Šakupis (Želva (Siesartis))
- Šakutė (delta Němenu)
- Šakyna (Švėtė-Svēte)
- Šakynė (Laba)
- Šakynė (Mažupė)
- Šakynė (Meškerdys)
- Šalaupė (Gynėvė)
- Šalčia (Merkys)
- Šalčykščia (Šalčia)
- Šalnaitė (Neris)
- Šalpė (Veiviržas)
- Šalpėlė neboli Šalpalė (Šalpė)
- Šaltabalė viz Paversmis
- Šaltanupis (Orija (Pyvesa))
- Šalteikė (Veiviržas)
- Šaltenis (Mūša)
- Šaltenis viz Švendrelis (Vijolė)
- Šaltingiris viz Šaltgrindis (Akmena (Mituva))
- Šaltinis (Karnupis)
- Šaltoja neboli Šaltupė, Šaltupis (Vyžuona (Nemunėlis))
- Šaltuona (Šešuvis)
- Šaltupė (Šventoji (Neris))
- Šaltupis (Ančia (Šešuvis))
- Šaltupis (Daugyvenė)
- Šaltupis (Degalas)
- Šaltupis (jezero Luoka v povodí řeky Luokupis a Uošna)
- Šaltupis (Minija)
- Šaltupis (Rešketa)
- Šaltupis (Siesartis (Šventoji))
- Šaltupis (Šeševėlė)
- Šaltupis (Tūtaka)
- Šaltupis viz Šaltoja
- Šaltupys (Kumpuolė)
- Šaltupys (Šventoji (Neris))
- Šaltupys (Zalvė)
- Šaltynas (Juoda (Nevėžis))
- Šaltynas (Pala (Mūša))
- Šalupė (Gynėvė)
- Šaminė (Šventelė-Dėmė)
- Šapalas (Šašuola)
- Šarkabalis viz Armuliškis
- Šarkupis (Šilupis (Sausdravas))
- Šarkupis (Varlupis (Šaka))
- Šarkupis viz Spiginas
- Šarkvedis (Durupis)
- Šarkyčia (Šešupė)
- Šarnelė (Varduva)
- Šašulys (Lytis (Lokysta))
- Šašuola (Siesartis (Šventoji))
- Šata (Luoba (Bartuva))
- Šatrija (Aunuva)
- Šaunys (Vėžus)
- Šavaša (Šventoji (Neris))
- Šavelis (Kruoja)
- Šavienė (Svalia (Lėvuo))
- Šederva (Indija (Obelis))
- Šeduikis (Krašuona)
- Šedvyga (Nova (Šešupė))
- Šeimena (Širvinta (Šešupė))
- Šekštys (Ringuva)
- Šelmenta (Šešupė)
- Šelmuo (Šustis)
- Šėma viz Tūtaka
- Šėmė neboli Šėmis (Trišiūkštė)
- Šepeta (Skodinys)
- Šepetys (Saldus)
- Šerkšnė (Venta)
- Šerkšnys (Nevėžis)
- Šermutas (Nevėžis)
- Šernupis (Aluotis)
- Šerupis (Knituoja)
- Šešėvė viz Sesava
- Šeševėlė (Sesava)
- Šeškinė (Dysna)
- Šeškupė (Širvinta (Šventoji))
- Šeškynė (Šaltoja)
- Šešupė (Němen)
- Šešupėlis (Šešupė)
- Šešuva (Neris)
- Šešuvis (Jūra)
- Šėta (Šušvė)
- Šetekšna viz Jara-Šetekšna
- Šeterninkų upelis (Vilnia)
- Šėtupis (Dubysa)
- Šiaudė (Tenenys)
- Šiaušė (Dubysa)
- Šiekštė (Lėvuo)
- Šiekštelė (jezero Alaušas)
- Šiekštumas viz Ežerėlė (Daugyvenė) (Daugyvenė)
- Šiekštupis (Milupė)
- Šienėperšis (Nevėžis)
- Šienupis (Palėja)
- Šiladėlis (Šiladis)
- Šiladis (Mūša)
- Šilaupė (Gynėvė)
- Šilė (Šustis)
- Šilelė (Lieknelis I)
- Šilia (Kruoja)
- Šilinė neboli Šilinėlis (Apaščia (Nemunėlis))
- Šilinė (jezero Burgis v povodí řeky Uošna)
- Šiltupis (Patekla)
- Šilupė (Apusinas (Šešuvis))
- Šilupė (Liepona)
- Šilupė (Němen)
- Šilupė (Němen)
- Šilupė (Nova (Šešupė))
- Šilupė (Šaltuona)
- Šilupė (Šedvyga)
- Šilupis (Agluona) (Agluona (Minija))
- Šilupis (Lyšupis)
- Šilupis (Minija)
- Šilupis (jezero Plinkšės v povodí řeky Šerkšnė)
- Šilupis (Sausdravas)
- Šilupis (Šlūžmė)
- Šilupis (Tenenys)
- Šilupis (Vadakstis)
- Šilupis (Venta)
- Šilupis (Vyčius)
- Šilvada (Jūra)
- Šimša (jezero Gauštvinis v povodí řeky Gryžuva)
- Širkšnė (Vadakstis)
- Širvinta (Šeimena)
- Širvinta (Šešupė)
- Širvinta (Šventoji (Neris))
- Šiulė (Aista)
- Šiūra (Širvinta (Šventoji))
- Šiurpė (Švitinys)
- Šiūšis neboli Šiūšė, Šustė (Tenenys)
- Šiūžė (Švėtė-Svēte)
- Škilinpamūšis (Mūša)
- Škukupis viz Šukupis (Akmena)
- Šlapakšna (Jiesia (Němen))
- Šlapakšna viz Rimšiškė
- Šlaunis (Jūra)
- Šlaunis (Kražantė)
- Šlavanta viz Amalvė-Šlavanta
- Šlavantėlė (jezero Ančia  v povodí řeky Baltoji Ančia)
- Šlavė (Šventoji (Neris))
- Šlaveita (Akmena)
- Šliaužupis (Mikasa)
- Šlūžmė (Upita)
- Šlyna (Šaltuona)
- Šlynaitė (Šlyna)
- Šlynupis (jezero Vastapas  v povodí řeky Vastapa a Virinta)
- Šnipšdauba (Ančia (Šešuvis))
- Šolys (Lokysta)
- Šona (Venta)
- Šonas (Lėvuo)
- Špigulė (Merkys)
- Šūdkojis (Venta)
- Šūdupis (Akmenynas)
- Šukėtas (Němen)
- Šukėtas II (Šukėtas)
- Šukupis neboli Škukupis, Šukis (Akmena)
- Šumas (Zembrė)
- Šumera (Obelis (Nevėžis))
- Šunelės upelis (Nikajus)
- Šunija (Jūra)
- Šunupė (Girmuonys)
- Šunupis (Grova)
- Šunykšta (Pienia)
- Šuoja-Kurys (Kiršinas)
- Šustė viz Šiūšis
- Šustė viz Šustis
- Šustis (Šyša)
- Šušvaitė (Šušvė)
- Šušvė (Nevėžis)
- Šutenis viz Alkupis (Nevėžis)
- Švento Jono upelis (Seira horní)
- Švento Jono upelis (Seira dolní)
- Švedė (Kulpė)
- Švėkšnalė (Ašva (Veiviržas))
- Švelnupys (Gynėvė)
- Švėmalis (Beržė (Šušvė))
- Švendra (Alsa (Šešuvis))
- Švendrelis (Vijolė)
- Švendriukas (Alsa (Šešuvis))
- Švendrys (Žižma I)
- Šventelė (Virinta)
- Šventelė-Dėmė (Žeimena)
- Šventoji (Baltské moře)
- Šventoji (Němen)
- Šventoji (Neris)
- Šventupė (jezero Dusia) (povodí řeky Dovinė)
- Šventupė (Jiesia (Němen))
- Šventupė (Němen)
- Šventupis (Armona)
- Šventupis (rybník Bubių tvenkinys na řece Ringuva (Švendrelis))
- Šventupis (Dubysa)
- Šventupis (Dubysa)
- Šventupis (Nevėžis)
- Šventupis (Saldupis (Venta - levý))
- Šventupis (Vijolė)
- Šventupys (Dabikinė (Venta))
- Šventupys (Vėjunytė)
- Šventupys (Venta)
- Šventytė (Notrynė)
- Švėtė (Lūkstas (Ringuva))
- Švėtė-Svēte (Lielupe)
- Švėtelė (Vilkija (Švėtė-Svēte))
- Švėtelė II (Švėtelė)
- Švintė (Juodynė)
- Švitinėlis (Juodupis (Švitinys))
- Švitinys (Lielupe)
- Švogina (jezero Dringis v povodí řeky Dumblynė)
- Švokšlis (Minija)
- Šyša (Atmata/Němen)
- Šyšalė (Šyša)
- Šyvinis neboli Šyvinė (Ventos perkasas)

## T
- Taipėda (Palonas)
- Talačkonių upelis (Lėvuo)
- Talė (Vieša)
- Talkotas (Němen)
- Taltupis (Karklys)
- Tamošupis (Nova (Šešupė))
- Tamsė neboli Tamsės ravas (Němen)
- Tamša (Gervainys)

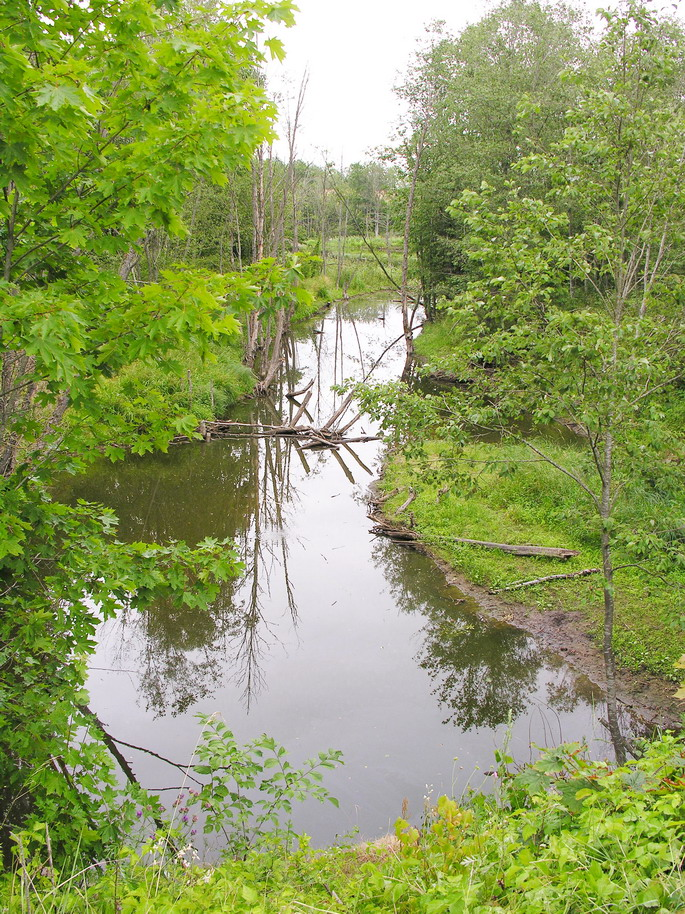
Trimsėdis

- Tarosiškio upelis (Agluona (Širvėna))
- Tarpija (jezero Plinkšės v povodí řeky Šerkšnė)
- Tarpijų upis (jezero Šiliškės v povodí řeky Markija)
- Tarpinė (Němen)
- Tartalas (Juodupis (Virvytė))
- Tartokas (Neris)
- Tartokas viz Nuotaka
- Tartupis viz Dūmė
- Taruškų upelis (Juosta)
- Tarvainis (Saldus (Dubysa))
- Tatula neboli Tatala, Tatalas, Tatulė (Mūša)
- Tatula (Vabala)
- Tatulos šaka (Tatula)
- Tatulos šaka (Vėjūnytė)
- Tauragna (jezero Pakasas v povodí řek Pakasa, Novena a Žeimena)
- Taurė (Lomena)
- Tauriekėlė neboli Taurieka (Alšia)
- Taurija (Němen)
- Taurija (Vilnia)
- Taurosta (Neris)
- Taurožė (Šventoji (Neris))
- Taurulis (Nevėžis)
- Taurupė (Urka)
- Taurupis (jezero Kertušas v povodí řek Kertuša a Širvinta (Šeimena))
- Taurupis (Lūkstas (Ringuva))
- Taurupis (Verseka)
- Taurupys (Dubysa)
- Tausalas (Patekla)
- Taušė (Beržė (Šušvė))
- Tautinėlis (Tautinys)
- Tautinys (Mūša)
- Tėkmė viz Pailgė
- Tekupys (Ragupis)
- Telingupis (Paislė)
- Telšė (Glivija)
- Telšė (Tausalas)
- Telšina (Ašva (Veiviržas))
- Tenenys (Minija)
- Tenžė (Danė)
- Termentas (jezero Vernijis v povodí toku Vernijo upelis a řeky Baltoji Ančia)
- Tērvete (Švėtė-Svēte)
- Tešupys (Dubysa)
- Tetervė (Šventoji (Neris))
- Tidikas (Mituva (Němen))
- Tidis (Pala (Minija))
- Tiesioji (delta Němenu )
- Tiesioji (delta Němenu )
- Tilka (Pala (Mūša))
- Tiltabalė (Juodupė (Kupa))
- Tiltinis (Urka)
- Tiltmedys (Linkava)
- Tilžė (Dubysa)
- Tilželė (Němen)
- Timsrupė (Kamona (Vilka))
- Tinalupis (Jūra)
- Tola (Musė (Neris))
- Toleišė (Šlyna)
- Tolupė (Alovė (Němen))
- Tolupis (Bebirva)
- Tolupis (Smeltalė)
- Topalis (Šyša)
- Tošė (Bebirva)
- Toškupys (Mūkė)
- Totorkalnis (Nemunėlis)
- Trainupis viz Alkupis (Šuoja-Kurys)
- Trakė viz Krakila
- Trakelis (Pyvesa (Mūša))
- Tralnys (Vyžuona (Šventoji))
- Tramalkas (Šešuvis)
- Traninas (Mūša)
- Tranys (Smilga (Nevėžis))
- Trasinė (Dotnuvėlė)
- Traukšlys (Lokysta)
- Treigys (Apteka)
- Treinupis (Tenžė)
- Trikogalas (Šatrija (Aunuva))
- Trikojis (Nevėžis)
- Trimsėdis (Virvytė)
- Trinkė (Šiaušė)
- Trinkulis neboli Trinka (Bezdonė)
- Trinupis (Šuoja-Kurys)
- Trišakis (Šaka (Ašva))
- Trišiūkštė (Šešuvis)
- Triūpelis (Siesartis (Šventoji))
- Truikis (Sruoja)
- Truikis viz Vičiupis (Kvistė)
- Trumpė (Balčia (Ežeruona))
- Trumpė (Beržė (Šešuvis))
- Trumpė (Jūra)
- Trumpė (Knituoja)
- Trumpė (Nakačia)
- Trumpė (Vidauja)
- Trumpė (Žvelsa)
- Trumpikė (Trumpė (Beržė))
- Trumpis (Žiežmara)
- Trumpukas (Judrė (Višakis))
- Trunda (Šaltuona)
- Trydupis (Alsa (Mituva))
- Trydupis (Lazduona)
- Trydupys (Lazduona)
- Tryškys (Virvytė)
- Tulė (Šunija)
- Tulmušia (Němen)
- Tumannaja neboli Raušvė (Širvinta (Šešupė))
- Tuola (jezero Vajuonis v povodí Vajuonėlė a Kretuony)
- Turė (Verseka)
- Turija (Němen)
- Turniškė neboli Turniškių upelis (Neris)
- Tūtaka (Minija)
- Tvanka (Užluobė)
- Tvarkantė (Dubysa)
- Tverkta (Němen)
- Tverupis (Dumblė I)
- Tvirbutupis neboli Tvirbuto dauba (Němen)
- Tyrelis (Kapupė (Viršytis))
- Tyrelis (Žąsa)
- Tyrelupis (Ežeruona (Jūra))
- Tyrulis viz Šimša
- Tyrupalis (Alantas)
- Tyrupis viz Kartenalė I/Tyrupis (Kartenalė II)
- Tytuva (Lapišė)

## U
- Ubesiukas (Gansė)
- Ugė viz Ūgė
- Ukmergėlė (Šventoji (Neris))
- Ulytėlė (Kriaunėnų upelis)
- Ungalis (Lūšis)
- Uogys (Venta)
- Uola viz Panolė
- Uolinta (Šventoji (Neris))
- Uosija (Šetekšna)
- Uosinta (Dubysa)
- Uosinta (Jara)
- Uosos upelis (Němen)
- Uostas viz Virvytė
- Uostrautas (Nevėžis)
- Uosupė (Ežerėlė (Daugyvenė))
- Uosupelis (Šešupė)
- Uosupėlis neboli Santaka (Sasna)
- Uosupis (Ūla (Merkys))
- Uosupis (Vesgautas)
- Uosupys  neboli Uosupis (Juodupys (Šiladis))
- Uosytis (Gaidelis)
- Uošna (Babrungas (řeka))
- Uošna 2 (Uošna)
- Upalis (Lazdupis)
- Upė (Šešuvis)
- Upelė (Neris)
- Upelio Griovys (Beržtalis-Bērstele)
- Upelis (Apusinas (Šešuvis))
- Upelis (Audruvė)
- Upelis (Barupė)
- Upelis (Kupa (Lėvuo))
- Upelis (Liedas)
- Upelis (Maučiuvis)
- Upelis (Skardupys a Akmenė)
- Upelis (Šaltanupis)
- Upelis (Ūgė)
- Upelis (Užlenkė)
- Upelis (Yslykis-Īslīce)
- Upėsė (Merkys)
- Upėsmas viz Geidžia
- Upikas (Lėnupis)
- Upio galas (Žamba)
- Upis (Kruoja)
- Upis (Piestinė)
- Upiškių upelis (jezero Suviekas v povodí Z - 1, Raudy a Lukšty)
- Upita (Veiviržas)
- Upiukas (Venta)
- Upius (Nasvė)
- Upsala neboli Upstala (Gausantė)
- Uplankis (Jūra)
- Upstas viz Virvytė
- Upyna (Šešuvis)
- Upyna (Virvytė)
- Upyna (Žižma I)
- Upynalė (Šunija)
- Upynikė (Trišiūkštė)
- Upytė (Dubysa)
- Upytė (Gynėvė)
- Upytė (Nevėžis)
- Upytė (Nevėžis)
- Upytė (Nevėžis)
- Upytė (Šiaušė)
- Upytė (Šušvė)
- Upytė (Tatula)
- Upytė (Upytė (Tatula))
- Urdupis (Venta)
- Urka (Barupė)
- Urkis (jezero Baltieji Lakajai v povodí Lakaji)
- Urkupis (Němen)
- Urkupis (Patekla)
- Urnupis (Letausas)
- Urvena (jezero Mūšėjus v povodí D - 1 a Anykšty)
- Usioginė viz Kelmonas; viz též Ūsioginė
- Uslaja (Upytė (Nevėžis - horní))
- Usvalka (Gynelė)
- Ušna (Venta)
- Utalina (Sasna)
- Utėlinė (Verseka)
- Utenaitė (Vyžuona (Šventoji))
- Utenėlė (Vyžuona (Nemunėlis))
- Uterna (Lomena)
- Uvėda (Laukysta)
- Užkertus (Kertus)
- Užlenkė (Gėgė)
- Užluobė (Luoba (Bartuva))
- Užlupys (Juosta)
- Užtvinimas (Neris)
- Užukalnis (Mūša)
- Užupėlis (Dovinė)
- Užupis (Baublys) (Šunija)
- Užušilės kanalas (Apaščia (Nemunėlis))
- Užušilės upelis (Apaščia (Nemunėlis))
- Užys (Pyvesa (Mūša))

## Ū
- Ūbelka neboli Ūbeika (Virma)
- Ūdara (Širvinta (Šventoji))
- Ūdroklis (Geležė)
- Ūdrokšlis (Šventoji (Neris))
- Ūdrupis (Šešupė)

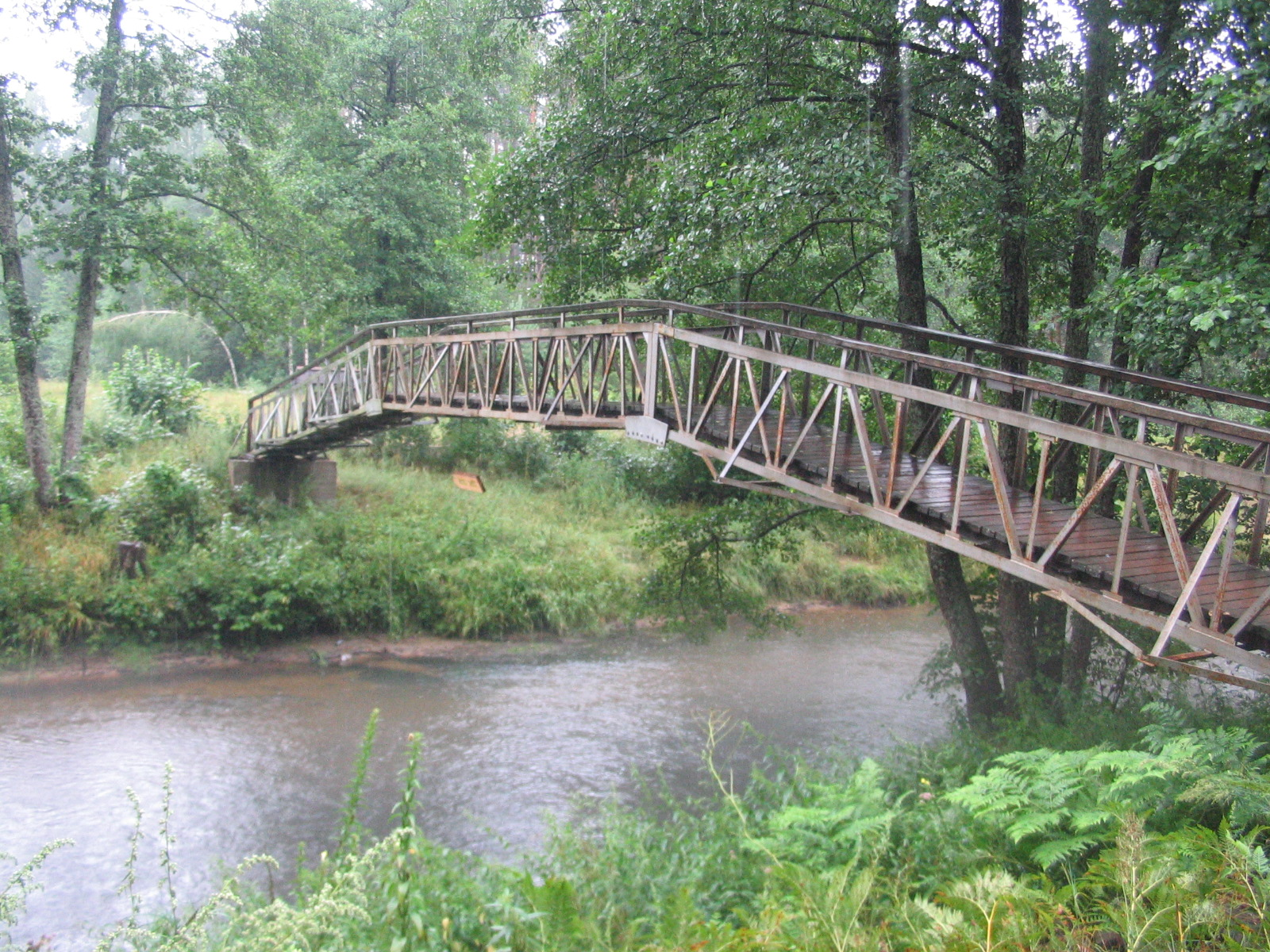
Ūla (most u oka Ūly)

- Ūdrupys (jezero Vyžuona v povodí Vyžuony a Nemunėlisu)
- Ūgė (Tatula)
- Ūidė-Lindė (jezero Galadusys/Gaładuś v povodí Ločanky)
- Ūkis (Ančia (Šešuvis))
- Ūla neboli Pelesa, Pěljasa (Merkys)
- Ūliškas (Rudė III)
- Ūsioginė viz Mūšelė-Ūsioginė
- Ūsupis (Svėdubė)
- Ūsupis (Šlyna)
- Ūžia (Aukštoji Gervė)

## V
- Vabala (Tatula)
- Vabalas (Barupė)
- Vabalas (Šata)
- Vabalkšnė (Pilvė)
- Vadaksnis (Blendžiava)
- Vadaksta (Šventoji (Neris))
- Vadakstis (Šventupis)
- Vadakstis (Venta)

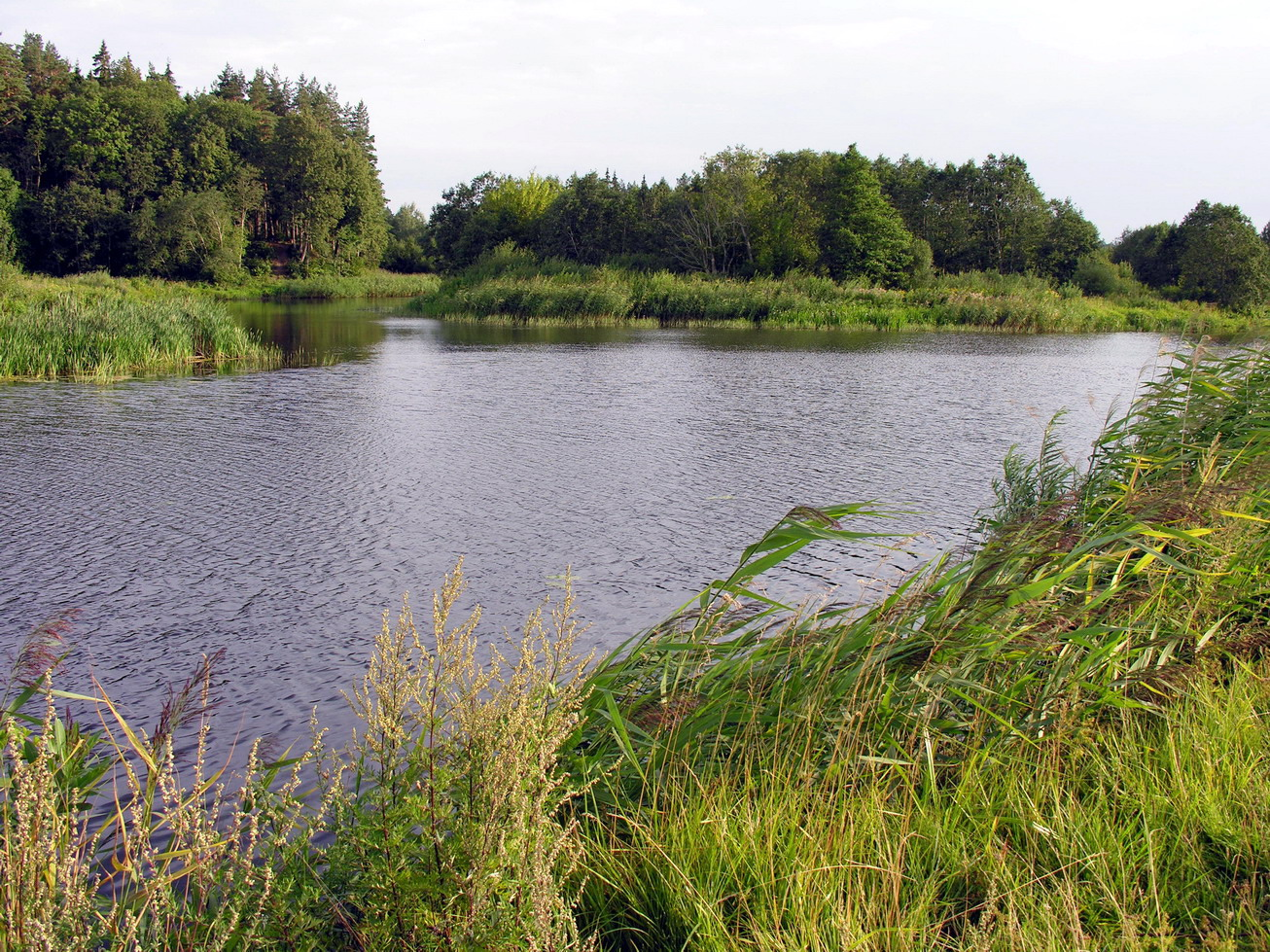
Soutok řek Virvytė (na obr. vlevo) a Venta u vsi Santekliai

- Vadaktis neboli Vadaksta, Vadakta (Nevėžis)
- Vadavė (Mėkla)
- Vadė (Němen)
- Vadrė (jezero Švenčius v povodí Alši)
- Vaduva (Šetekšna)
- Vaga (Kupa (Lėvuo))
- Vaičia (Kena (Vilnia))
- Vaičiukupis (Peršėkė)
- Vaičiupelis (Gynėvė)
- Vaidenis (Varduva)
- Vaidminas (Ašva (Vadakstis))
- Vaidminas neboli Vaidalis (Venta)
- Vaidotas (Šerkšnė)
- Vaidvilkis (Šona)
- Vaidys (Virvytė)
- Vaigalė neboli Vaigolka (Elna)
- Vaiguva (Němen)
- Vaikštaris (Vadakstis (Venta))
- Vaikštėnų upė (jezero Kertuojai v povodí Kertuoji, Lakaji a Žeimeny)
- Vainekupis (Akmena)
- Vainupis (Pyvesa (Mūša))
- Vaiponė (Gasda)
- Vaisiestė (Neris)
- Vaisinė (jezero Samavas v povodí Samavy a Šventoji (Neris))
- Vaiskulys (Lankesa)
- Vaisupis (Němen)
- Vaišvilė (Drūkšta)
- Vaitiekupis (Aukspirta)
- Vaitupis (Vandupė)
- Vaivilas (Trišiūkštė)
- Vaja (Limšius)
- Vaja (Virinta)
- Vajota (Mituva (Němen))
- Vajuonėlė (jezero Kretuonas v povodí Kretuony a Žeimeny)
- Vakoniškis (Daugyvenė)
- Vaksupė (Akmena (Jūra))
- Valčiuva (Sasna)
- Valeikupis (Vyžuona (Nemunėlis))
- Valinė (Virgupis)
- Valka (Amata (Lėvuo))
- Valkas (Virvytė)
- Valkelė neboli Volka (Juodupė (Lėvuo))
- Valkelė (Mažoji upytė)
- Valkšna (Vyžuona (Nemunėlis))
- Valkupis (Lenkupys)
- Valkupys (Šetekšna)
- Vanagė (Mūkė)
- Vanagis neboli Vanagė (Šelmuo)
- Vanagupė (původní název (dnes název horního toku) Ošupisu)
- Vandupė (Šešupė)
- Vandupiukas (Vandupė)
- Vanga (Němen)
- Vanga (Obelis (Nevėžis))
- Vangė (Lendra)
- Vangupis viz Gėdupelis (Orija (Jotija))
- Vapsa (Verknė (Němen))
- Varapolis (Varnė)
- Vardas (Siesartis (Šventoji))
- Vardaunia (Merkys)
- Vardupis viz Urdupis
- Varduva (Venta)
- Vardžius (Kilminė)
- Varė (Akmenynas)
- Varelis (Gudiniškių upelis)
- Varėnė (Merkys)
- Varginys (Ašva (Veiviržas))
- Vargupys (Šetekšna)
- Varius (Šventoji (Neris))
- Varlenka (Kančiogina)
- Varliupis (Laba (Šuoja))
- Varlupė (Snietala)
- Varlupis (Minija)
- Varlupis (Šaka)
- Varmė (Venta)
- Varmikė (Varmė)
- Varnabalis viz Viešnautas
- Varnaitis (Varnė)
- Varnaka (Neris)
- Varnakė (Duobužė)
- Varnakio upelis (Varduva (Venta))
- Varnalizdis (Tatula)
- Varnaližis (Mėkla)
- Varnas (Šešuvis)
- Varnaupis (Vėjūnytė)
- Varnaupis (Vėjūnytė)
- Varnė (Balčia (Šešuvis))
- Varnelė (jezero Biržulis) viz Virvytė
- Varninis (Burkštinas)
- Varnupė (Klampis)
- Varnupis (Milupė)
- Varnupis (Trimsėdis)
- Varnupys (Aknysta)
- Varnupys (Tenenys)
- Varnutė (Neris)
- Varpė (Neris)
- Varputys (Peršėkė)
- Vartaja (Bartuva)
- Vartyčia (Niauduva)
- Varupis (Akmena)
- Varupis (Vaidminas (Ašva))
- Varžavietė (Šventoji (Neris))
- Varžuva neboli Varžuvka (Neris)
- Vasakytė (Amalvė-Šlavanta)
- Vastapa (Virinta)
- Vasyna (jezero Sartai v povodí Šventoji (Neris))
- Vaškutė (Dubysa)
- Vaštakė (Kirkšnovė)
- Vašuoka (Viešinta)
- Vąšupis (Lokysta)
- Vateka (Šventelė)
- Vatina (Ašva (Veiviržas))
- Vazaja (Uosija)
- Vazbelė (Viržintėlė)
- Vebris (Venta)
- Vėbrupė (Lėvuo)
- Vėdarė (Upyna (Virvytė))
- Vedega (Letausas)
- Vedreikė (Šušvė)
- Vėdrupys (jezero Suosa v povodí říčky Suosa (Lėvuo))
- Vėgėlė (Gomerta)
- Vėgėlė (Kražantė)
- Vėgėlė (Neris)
- Vėgėlė viz Vigailis
- Vėgėlinė (Nemenčia)
- Vėgėlupis (Varmė)
- Vegerė (Avižlys)
- Veišelė (Venta)
- Veiviržas (Minija)
- Veižas (Rusnė (rameno delty) Němenu)
- Veja (Dotnuvėlė)
- Vejūnytė (Pyvesa (Mūša))
- Vejuona (Nevėžis)
- Vėkė (Venta)
- Vėkiškė (Ežerėlė)
- Vekšelis (Pelyša)
- Velbė (Šaltuona)
- Velionėlė (Dratvuo)
- Velniupys (Šetekšna)
- Velnupis (Tenenys)
- Velšupis nebo Velžupis viz Švėmalis
- Veltupys (Aluotis)
- Vembrė (Šeimena)
- Vengrė (Gryžuva)
- Vensutis (Kruostas)
- Venta (Baltské moře)
- Kanál Ventos perkasas (Venta) (Dubysa)
- Venys (Juosta)
- Verbyla (Širvinta (Šventoji))
- Verdegsnis (Ažytė)
- Verdenė (Piestinė)
- Verdulis (Sandrava)
- Verėpas (Šešuvis)
- Vereta viz Apšė
- Verknė (Němen)
- Verksnios upelis (jezero Prienlaukis v povodí řeky Šventupė (Jiesia))
- Verkstinė (Lomena)
- Vernijo upelis (jezero Ančia v povodí řeky Baltoji Ančia)
- Verpelis (Vilbėnas)
- Verseka (Gauja (Němen))
- Verseka (Merkys)
- Verseka viz Brasta (Šalčia)
- Versmė (Vilkija)
- Versmynas (jezero Smulkis v povodí řek Smulkė a Anykšta)
- Versnupis (Guntinas)
- Veršiukas (Alšia)
- Veršupys (Dubikė)
- Veršvas  (Němen)
- Vertimas (Lapainia)
- Vertimas (Lomena)
- Vertybiškio upelis (Kriaunėnų upelis)
- Verupė neboli Verupis (Gynia)
- Vėrupis (Višakis)
- Vervedis (Eglesys)
- Vervedis (Ringuva)
- Verža (Merkys)
- Verža, Veržas, Veržė  viz Veižas
- Vėsa neboli Viekšnupis (Druja)
- Vėsa (Šešuva)
- Vesgautas (Vėzgė)
- Vesiekinė (Němen)
- Vėsupė neboli Vespa (Varpė)
- Vešeta (Molaina)
- Vešeta (Nevėžis)
- Vešeta (Upytė (Nevėžis - horní))
- Vėzgė (Obelė (Kruoja))
- Vežių upelis (Smeltalė)
- Vėžiupis (Dysna (přítok Daugavy))
- Vėžpievis neboli Vėžravis (Němen)
- Vėžupalis (Lūšinė)
- Vėžupis (Agluona (Vadakstis))
- Vėžupis (Mergupis)
- Vėžupis (Milupė)
- Vėžupis (Venta)
- Vėžus (Jūra)
- Vėžys (Venta)
- Viazutė (Neris)
- Vičiupis (Kvistė)
- Vidauja (Mituva (Němen))
- Vidaujaitė (Vidauja)
- Vidaujukas (Vidauja)
- Videika (Judrė)
- Vidubala (Pyvesa (Mūša))
- Vidujinė (delta Němenu)
- Vidupė (Rudė I)
- Vidupis (Kamaria)
- Vidurbalis (Vilkvedis)
- Viekšnia (Němen)
- Viekšnupis neboli Viekšnupys (Dievogala)
- Viekšnupis (Vėsa (Druja))
- Viekvedys (Venta)
- Viekvedys viz Akmenynas
- Viekvedalis (Akmenynas)
- Viemuonia (Jiesia)
- Viemuonis (Viemuonia)
- Vienalūpis viz Katmilžis
- Viesa (Širvinta (Šventoji))
- Viesytė (Nemunėlis)
- Vieša (Vyžuona (Šventoji))
- Viešdauba (Minija)
- Viešetė (Venta)
- Viešėtinis (Platone)
- Viešinta (Lėvuo)
- Viešnautas (Liaudė)
- Viešnupis viz Viekšnupis (Dievogala)
- Vieštovė (Minija)
- Viešvė (Judra)
- Viešvilė (Němen)
- Vieviršė (Lelykas)
- Vigailis (Pyvesa (Mūša))
- Vigirinys (Skaistupys (Pelyša))
- Vijolė (Kulpė)
- Vijūnė (Lielukas)
- Vijūnėlė (Němen)
- Vikis (delta Němenu )
- Viksvė (Yžnė)
- Vikšnupis (Němen)
- Vikšrupis (Šušvė)
- Vikšupys (Armona)
- Vikutinis (Vėzgė)
- Vilbė (Neris)
- Vilbėnas (Kražantė)
- Vilbizė (Liaudė)
- Vilenka (jezero Grendžia v povodí K - 3, Kumpotė a řeky Laukesa-Laucesa)
- Viliaupė (Kabarkšta)
- Vilija viz Neris
- Vilitrakis (Karklė)
- Vilka (Gėgė)
- Vilka (Minija)
- Vilka (Naujoji) (Kamona)
- Vilkauja (Šeimena)
- Vilkbalė (Juodupė)
- Vilkė (Seira)
- Vilkesa (Širvinta (Šventoji))
- Vilkiaušis (Sidabra)
- Vilkiautinė (jezero Liškiavis v povodí Krūčiusu a Němenu)
- Vilkija (Švėtė) (Švėtė-Svēte)
- Vilkinė (Němen)
- Vilkinyčia (Morkavo upelis)
- Vilklakis (Šakaitė)
- Vilkmergėlė viz Ukmergėlė
- Vilktinis (Penta III)
- Vilkupė (Striūna)
- Vilkupis (Ringis (Dūmė))
- Vilkupis (Siesartis (Šešupė))
- Vilkupis (Šaka)
- Vilkupis (jezero Vilkinys v povodí S - 1, řek Stirta, Seira a Baltoji Ančia)
- Vilkutė (Němen)
- Vilkvedalis (Akmenynas)
- Vilkvedis (Mūša)
- Vilkytis (Švėtelė)
- Vilkytis (Vilkija (Švėtė))
- Vilnia (Neris)
- Vilnoja (Dūkšta)
- Vilnutis (Ašva (Veiviržas))
- Vilpisis (Alsa (Šešuvis))
- Vilpisis (Švendra)
- Vingarė (Ramytė)
- Vingerinė (Nemunėlis)
- Vingra (Lapainia)
- Vingra viz Vygra
- Vingrė (Neris)
- Vingrė (Prūdų upelis)
- Vingrelis (Maučiuvis)
- Vingrelis (Mažupė)
- Vingris (Vilkija (Švėtė))
- Vingrupis (Milupė)
- Vingrys (Pyvesa (Mūša))
- Vingutė (Zembrė)
- Vinkšninė (Amarnia)
- Vinkšnupis (Akmena)
- Vinkšnupis (Kūlupis (Luoba))
- Vinkšnupis (Němen)
- Vinkšnupis (Rausvė (Šešupė))
- Vinkšnupis (Šušvė)
- Vinkšnupys (Nova (Šešupė))
- Vinkšnupys (Urka)
- Vinkurė (Veiviržas)
- Vintara (Žirnaja)
- Virangaitė (Virangė)
- Virangė (Němen)
- Virčiuvis-Vircava (Lielupe)
- Virda (Ežerupis)
- Virėkšta (Ringė)
- Virgupis (Dotnuvėlė)
- Virinta (Šventoji (Neris))
- Virkius (Alšia)
- Virkulė (Lokysta)
- Virma (Tausalas)
- Virsia
- Virsnis (Tatula)
- Viršupis (Žižma I)
- Viršytis (Mūša)
- Viršytis (Švitinys)
- Virvyčia viz Virvytė
- Virvytė (Venta)
- Viržintėlė (Krašuona)
- Viržuona (Šaltuona)
- Visaginas (Gulbinė)
- Visinčia (Šalčia)
- Vismanta (Ežerėlė)
- Višakis (Šešupė)
- Viščiova (Šaltuona)
- Višiupiškė neboli Visupiškė, Visupiškis, Višiupiškis (Němen)
- Višpilis (Karklė)
- Vištupis (Smilga (Nevėžis))
- Vitkupis (Dubysa)
- Vizdija (Němen)
- Vizga (Vyžaina (Vištytis))
- Vižė (Šiaušė)
- Vokė (Neris)
- Vokšė (Neris)
- Volga viz Musė (Neris)
- Volka viz Valkelė (Juodupė)
- Volovnia (Němen)
- Vorautis (Minija)
- Vorupis (Orija (Pyvesa))
- Vorupis (Pyvesa (Mūša))
- Vorusnė (delta Němenu)
- Voryčia (Němen)
- Vosylytė (Neris)
- Voškilys (Skodinys)
- Vovera (Ligaja)
- Voveris (Striūna)
- Voverkis (Mūša)
- Vuolasta (přehrada Elektrėnų tvenkinys na řece Strėva (řeka))
- Vuostrautas viz Uostrautas
- Vyčius (Jiesia) (Jiesia (Němen))
- Vydupis (Pisa (Pregola))
- Vyglinė (Ežerupis)
- Vygra (Šešupė)
- Vyknešys (Ašva (Veiviržas))
- Vykšiaus upelis (Merkys)
- Vykupas (Almė)
- Vynija (Jūra)
- Vytartų upelis (Maišiogalė)
- Vytautalis (Šalpalė)
- Vytautas  (Šalpė)
- Vytinė (delta Němenu )
- Vytinės Uostas (delta Němenu )
- Vytinis viz Vytinė (delta Němenu )
- Vyžaina (Vištytis) (jezero Vištytis v povodí řeky Pisa (Pregola))
- Vyžinta (jezero Galuonis v povodí řeky Aiseta)
- Vyžuona (Nemunėlis)
- Vyžuona (Šventoji (Neris))
- Vyžupis (Siengrabis)
- Vyžupis (Šešupė)

## W
- Wigra viz Vygra

## Y
- Yglė (Amalvė-Šlavanta)
- Ykupas viz Vykupas
- Ylyčia (jezero Gilutis v povodí řek Simnyčia a Šešupė)
- Ymasta (Kruonė)
- Ymėžė (Aitra)
- Ymilsa (Němen)
- Yslykis-Īslīce neboli Islicis (Lielupe)
- Yžnė (Akmena (Jūra))
- Yžninė (jezero Latežeris v povodí řek Ratnyčia a Němen)

## Z

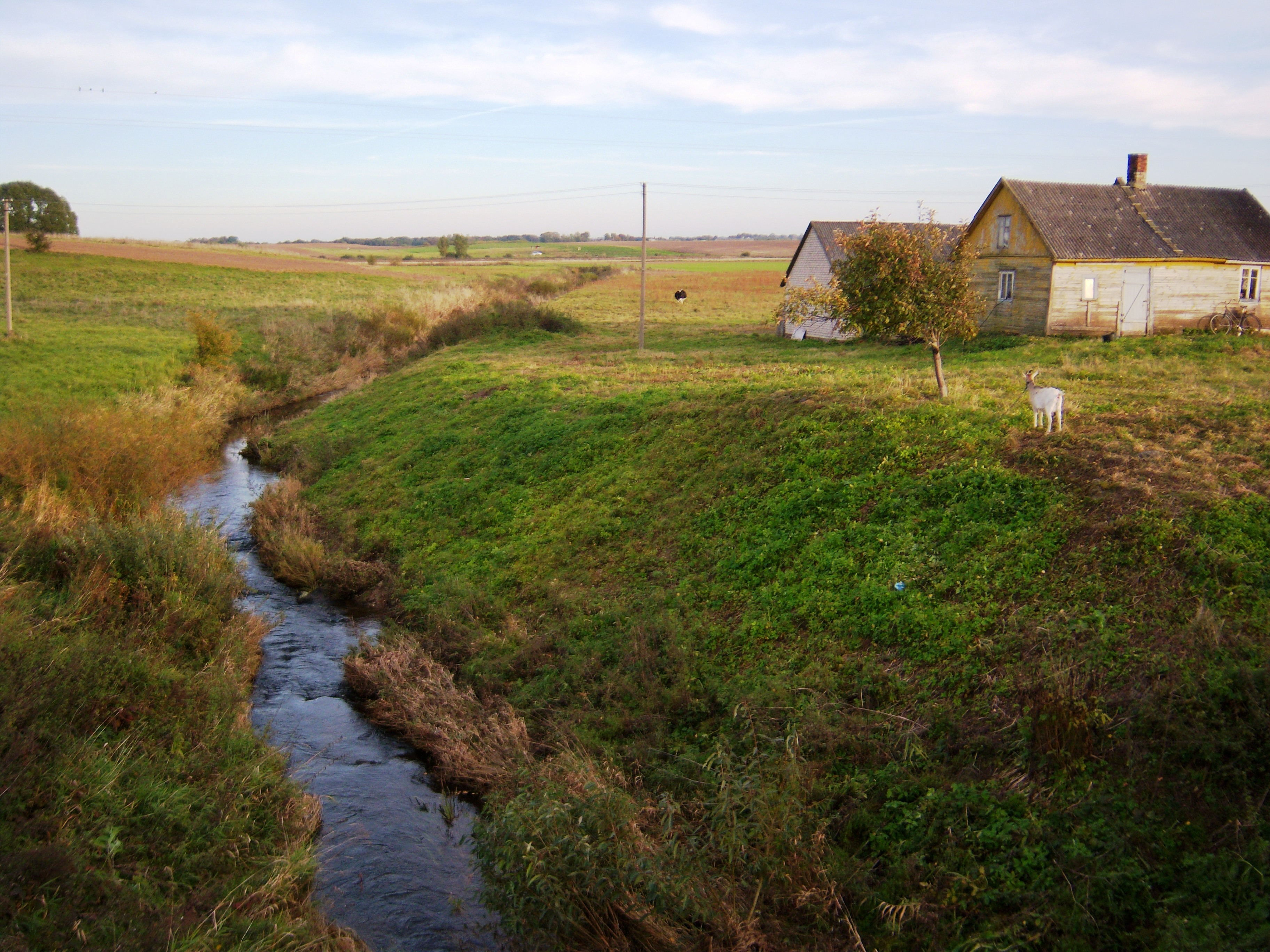
Zanyla u Karalkrėslisu

- Zaduoja (jezero Sartai v povodí Šventoji (Neris))
- Zalvė (jezero Sartai v povodí Šventoji (Neris))
- Zamčiupelis (Jiesia)
- Zanyla (Širvinta)
- Zapsė (jezero Veisiejis v povodí Niedy)
- Zelva (Němen)
- Zelvė (Aliosa)
- Zelvia (Alšia)
- Zembrė (Němen)
- Zizdra (Šventoji (Neris))
- Zubrys (Venta)
- Zumiškė (Tenenys)
- Zvarsa (Neris)

## Ž
- Žadalis (Akmena (Jūra))
- Žadikė (Šušvė)
- Žadupė (Lankesa)
- Žagarynė (Ragupis)
- Žagaris (Němen)
- Žagienis (Nevėžis)
- Žagvietis (Agluona (Agluona))
- Žaigis (Venta)
- Žaisa (Kaunaská přehrada)
- Žalčiupis (Kruostas)
- Žalesa (Neris)
- Žalesys (Nevėžis)
- Žalgiris viz Švendriukas
- Žalikė (Ežeruona (Jūra))
- Žalpė (Ringė)
- Žalpė (Šunija)
- Žalpė (Šešuvis)
- Žalpikė (Žalpė (Šešuvis))
- Žaltinys (Dratvuo)
- Žalvė (Varmė)
- Žambas (Lėvuo)
- Žara (Neris)
- Žaras (Agluona (Vadakstis))
- Žardė (Vilka) (Vilka (Gėgė))
- Žardupė (Smeltalė)
- Žarė (Švėtė)
- Žarna (Minija)
- Žąsa neboli Žąselė (Lėvuo)
- Žąsinas (Aluona (Nevėžis))
- Žąsinytis (Pyvesa (Mūša))
- Žasla (Lomena)

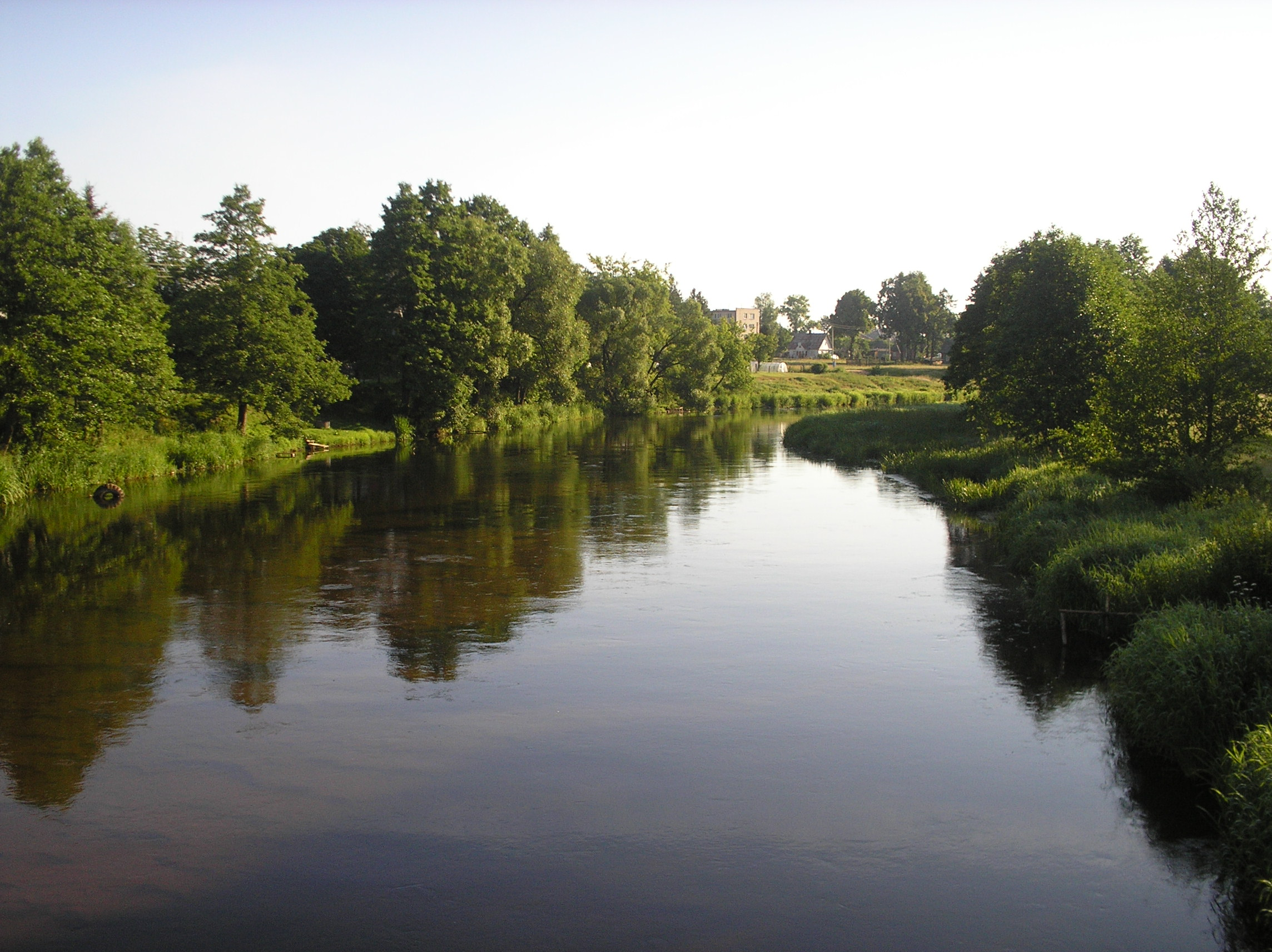
Žeimena

- Žasla (jezero Žasliai v povodí L - 5 a Laukysta (Neris))
- Žaugėda (jezero Kretuonas  v povodí Kretuony)
- Žeberalė (Venta)
- Žeberė (Venta)
- Žeimena (Vilija)
- Žeimenėlė (jezero Sirvėtas v povodí Sirvėty)
- Žeimikė (Upyna (Virvytė))
- Želsvelė (Šešupė)
- Želva (Siesartis (Šventoji))
- Želva (Šešuva)
- Želva (Širvinta (Šventoji))
- Žemaitupis (Medukšna)
- Žemalė (Upyna (Virvytė))
- Žemalupis (Vaidotas)
- Žemėplėša (Šušvė)
- Žemoji Gervė (Apaščia (Nemunėlis))
- Žemoperša (Niauduva)
- Žemupis viz Burkštinas
- Žendagys (Voverkis)
- Žežiebra neboli Žiežiebra (Siesartis (Šventoji))
- Žiba (Darba)
- Žibikų upis viz Pievys
- Žibilėlis (Pievys)
- Žiedupė (Šušvė)
- Žiedupis (Šėtupis)
- Žiegelė (Šventoji (Neris))
- Žiegždris (Němen)
- Žiegždupis (Varėnė)
- Žiezdė (Rešketa)
- Žiežiebra viz Žežiebra
- Žiežmara (Neris)
- Žiežmarė (Strėva (řeka))
- Žiežmojus (Linkava)
- Žiežulna (jezero Utenas v povodí Būky, Srovė (Asėkas) a Žeimeny)
- Žigla (Kaunaská přehrada)
- Žilma (jezero Apvardai v povodí Apyvardė)
- Žilvia (Němen)
- Žilys (Liepupys)
- Žiobas viz Nuotaka
- Žiobrikis (Neris)
- Žiogė (Ančia (Šešuvis))
- Žiogis (Němen)
- Žioglupis (Eglupis)
- Žiogupalis (Žvelsa)
- Žiogupis (Rąžė)
- Žiokalnis (Šventoji (Baltské moře))
- Žirgė (Lankesa)
- Žirgeliškių kanalas (Rovėja)
- Žirgupė (Mikasa)
- Žirnaja (Šventoji (Neris))
- Žirnelis (Šventoji (Němen))
- Žirnupis (Kivė)
- Žiūrelis (Švėtė)
- Žiurkinas (Voverkis)
- Žiurkupis (Čiauša)
- Žiuržmotis neboli Žirgžmotis (Jūra)
- Živinta (Lomena)
- Žižma (Gauja (Němen))
- Žižma (Varėnė)
- Žižma neboli Žižma I (Venta)
- Žižma II (Žižma (Venta) neboli Žižma I)
- Žižmiagriovis (Yslykis-Īslīce)
- Žobra (Luknė (Dubysa))
- Župė neboli Župis (Eketė)
- Žuvintė (Šventoji (Neris))
- Žvalginis (Alantas)
- Žvaranta (Žąsinas)
- Žvarilas (Švėtė)
- Žvejonė (Ringelis)
- Žvejotgalės upelis (Nemunėlis)
- Žvelesys (Ašva (Veiviržas))
- Žvelsa (Minija)
- Žvėrinčius (Dubysa)
- Žvėrnupys (Dubysa)
- Žvėrupis (Dubysa)
- Žversa (Neris)
- Žvilna (Pyvesa)
- Žvirdždė (Šešupė)
- Žvirgždė (Armena)
- Žvirgždė (Karklė (Němen))
- Žvirgždė (Lukna (Merkys))
- Žvirgždė (Šešupė)
- Žvirgždė viz Upyna (Šešuvis)
- Žvirgždukas (Žvirgždė (Šešupė))
- Žvirgždupė (jezero Spėra v povodí řeky Spėra (Musė))
- Žvirgždupis (Šilelė)
- Žvizdė viz Upyna (Šešuvis)
- Žvizdrė viz Žvelsa
- Žvygupis (Šetekšna)
- Žvynė (Virčiuvis)
- Žydupys (Mūša)
- Žygis (Letausas)
- Žyzdrė (Dubysa)